# Tinodes usillus
Tinodes usillus är en nattsländeart som beskrevs av Donald G. Denning 1966. Tinodes usillus ingår i släktet Tinodes och familjen tunnelnattsländor. Inga underarter finns listade i Catalogue of Life.